# グッドリッチ
グッドリッチ・コーポレーション (Goodrich Corporation) は、かつて存在したアメリカ合衆国の航空宇宙製造会社。2012年にユナイテッド・テクノロジーズに統合された。かつては、BFグッドリッチ・カンパニー（英語: B.F. Goodrich Compary）という社名であった。またこの旧社名の時代には、自動車用タイヤの製造を行っており、BFグッドリッチがブランドとして知られていた。このタイヤブランドは、ユニロイヤルとの短期間の合併を経て、1990年にミシュランに売却された。

## 概要
同社は1870年にベンジャミン・フランクリン・グッドリッチ博士によってグッドリッチ Tew & Co.としてオハイオ州アクロンに設立され、1880年にBFグッドリッチと社名変更する。2001年には現在の社名に変更。現在ではノースカロライナ州シャーロットに本社を置く。
会社はBFグッドリッチとして世界でも大手のゴム、タイヤメーカーの一つとなったが、タイヤ生産部門は1988年にミシュランに売却され、同ブランドのタイヤはミシュランによって生産されている。同社はロー社を1997年に、コルテック・インダストリーズおよびTRW エアロノーティカル・システムズ（元はルーカス・エアロスペース）を2002年に買収し、専門化学薬品部門を売却、現在の社名に変更し業務内容は航空機部品製造事業に完全に移行した。2011年9月21日、ヘリコプターや航空エンジンを手掛ける複合企業ユナイテッド・テクノロジーズ社が165億ドル(約1兆2600億円)で買収すると公表し、2012年7月26日に買収は完了した。同年の12月16日には、旧グッドリッチの電力機器部門が4億ドルでサフランに売却された。
同社はジッパーの導入発展の歴史を持つ。1923年に開発された防氷ブーツは航空機に広く使われている。
グッドリッチはボーイング777、ボーイング787、エアバスA380、F/A-18ホーネットおよびその他の多くの航空機にコンポーネント部品や組み立てユニットを供給した。

## BFグッドリッチ

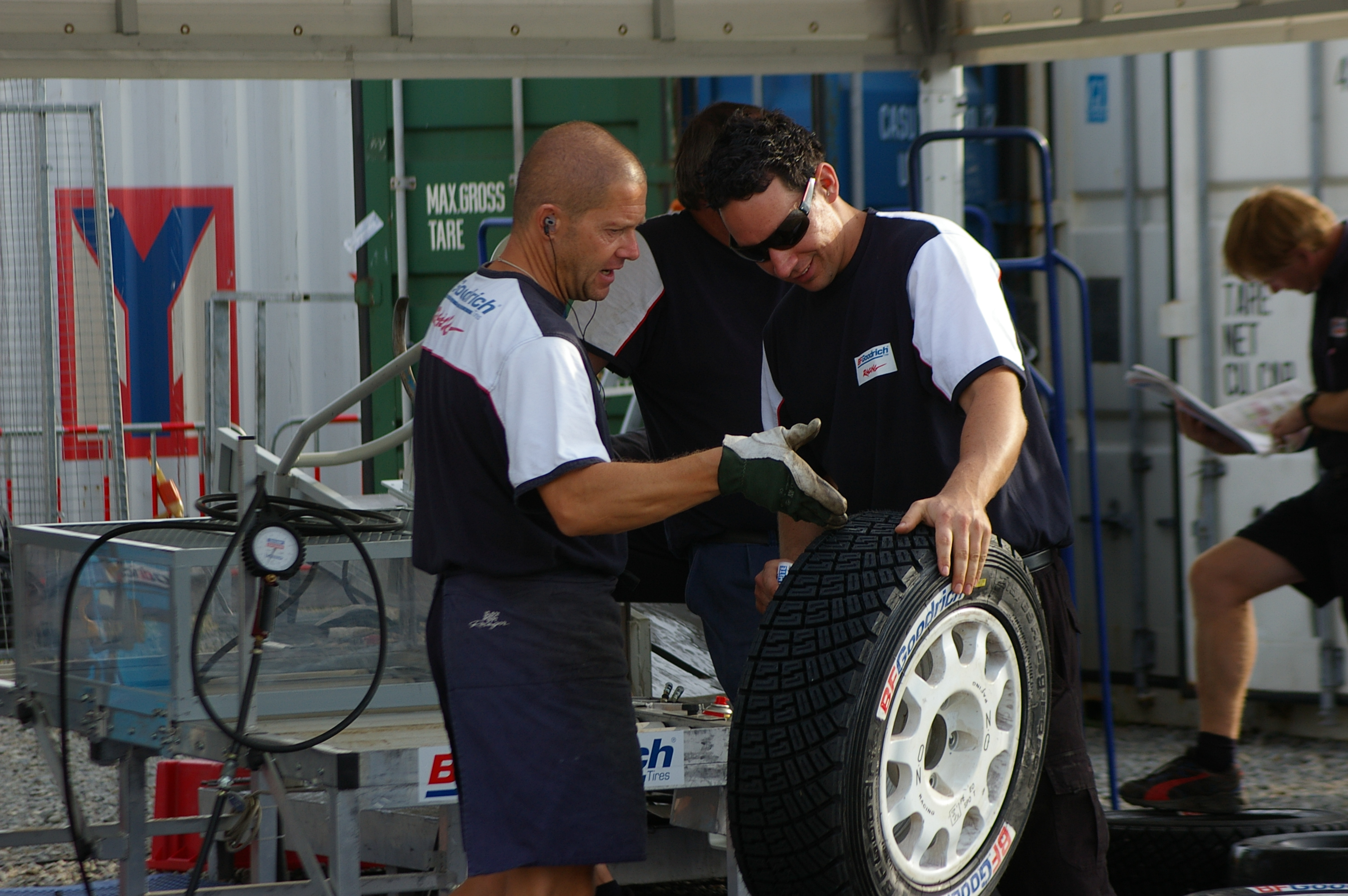
ラリー現場で活躍するスタッフ
（ラリージャパン2006）

BFグッドリッチはタイヤメーカーとして米国初の空気入り自動車用タイヤを開発した。1927年にチャールズ・リンドバーグが大西洋横断に成功したとき、彼の乗機の車輪には同社の「シルバータウン」が装着されていた。 1965年にはアメリカで初めてラジアルタイヤを発売する。
現在のBFグッドリッチは、フランスのゴム・タイヤメーカーのミシュランの一ブランドである。
日本では、小型・普通乗用車用タイヤが中心のミシュラン、大型SUV用タイヤがBFグッドリッチといった棲み分けがなされている。レース用タイヤについては、2002年に全日本GT選手権に参戦し製品を供給してきたが、オフロード、クロスカントリーに注力するため2004年をもって撤退した。一方で、世界ラリー選手権（WRC）では2006年よりミシュランがBFグッドリッチブランドに転向して参戦していたが、WRCで使用されるタイヤが2008年よりピレリのワンメイクとなったため、2007年シーズンを最後に撤退。現在はグローバル・ラリークロスやダカール・ラリーに供給している。